# Zilversulfide
Zilversulfide is het sulfide van zilver, met als brutoformule Ag2S. De stof komt voor als een zwart poeder met een redelijk hoge dichtheid, dat vrijwel onoplosbaar is in water. Het oplosbaarheidsproduct Ks bedraagt 6,69 × 10−50.
Zilversulfide komt in de natuur voor als de mineralen acanthiet en argentiet. De zwarte laag die zich weleens op zilveren bestek vormt, is ook zilversulfide. Het ontstaat onder meer wanneer men met zilveren bestek eieren eet, door de van nature in de eieren aanwezige zwavelverbindingen. Ook komt in de lucht waterstofsulfide in geringe hoeveelheden voor, dat met zilver tot zilversulfide reageert. In kuurbaden waar men baadt in water dat naar rotte eieren ruikt, moet men zilveren sieraden afdoen, omdat deze anders zwart worden door dezelfde reactie.

## Synthese
Zilversulfide kan bereid worden door metallisch zilver te laten reageren met waterstofsulfide.
{\displaystyle {\ce {2Ag + H2S -> Ag2S + H2}}}
De zwarte, doffe laag die zich op het zilver vormt is zilversulfide.

## Kristalstructuur en eigenschappen
Zilversulfide kan 3 mogelijk kristalstructuren aannemen, afhankelijk van de temperatuur:
- Een monokliene kristalstructuur (acanthiet), die onder 500 °C stabiel is.
- Een kubisch ruimtelijk gecentreerde vorm, stabiel boven 176 °C.
- Een kubisch vlakgecentreerde vorm, stabiel boven 586 °C.

Bij hoge temperatuur gedraagt zilversulfide zich als een geleider.

## Noot
1. ↑  Hervé This-Benckhard, Rätsel der Kochkunst: naturwissenschaftlich erklärt, p. 220